# Nicolai Hartmann
Nicolai Hartmann   (Riga, 20 de febrer de 1882 - Göttingen, 9 d'octubre de 1950) va ser un filòsof germanobàltic. Va desenvolupar tota la seva obra i va treballar com a professor a Alemanya, especialment a la Universitat de Marburg. Es considera el principal promotor de l'existència de propietats emergents i un dels autors més rellevants del segle xix en filosofia dels valors. Juntament amb setanta intel·lectuals, el 19 d'agost del 1934 va signar un manifest al diari Völkischer Beobachter  en favor de la concentració de tots els poders de la nació en la sola persona d'Adolf Hitler a l'ocasió del referèndum sobre el cap d'estat del Reich.
Considerava que la realitat es divideix en quatre nivells: l'inorgànic, l'orgànic, l'emocional i l'intel·lectual,inspirat en les teories d'Aristòtil. Entre aquests nivells hi ha una sèrie de lleis. La primera, anomenada de recurrència, indica que les categories inferiors es donen a les superiors però no a la inversa, és a dir, existeix una jerarquia entre els nivells unidireccional. La segona llei, la de modificació, explica que les categories conceptuals dels nivells inferiors són modificades i enteses segons els nivells superiors. La tercera llei afirma que en el nivell superior existeix un element nou que no pot existir a l'inferior. Les fronteres entre els nivells, segons la quarta llei, són nítides i es produeix un canvi abrupte entre ells.
En reformular les tesis de Kant, va diferenciar les categories objectives, pertanyents als diferents nivells de la realitat, i les subjectives, les usades per entendre-les, separant l'epistemologia de l'ontologia (i donant primacia a la segona). Considerava que la llibertat humana era una categoria objectiva, com demostra l'existència de conceptes com la responsabilitat o el remordiment. Pel que fa als valors, pensava que la seva acceptació era la clau de la seva força i, per tant, aquells valors més comuns i compartits són els que més força i cohesió donen a una comunitat
Entre els seus alumnes destaquen Borís Leonídovitx Pasternak i Hans-Georg Gadamer.